# Giuseppe Amato
Giuseppe Amato (Nápoles, 24 de agosto de 1899 - Roma, 3 de fevereiro de 1964) foi um produtor, roteirista e diretor italiano. 
Amato nasceu em Nápoles. Ele produziu 58 filmes entre 1932 e 1961. Trabalhou com o diretor Federico Fellini em filmes como Avanti C’è Posto (1942) e La Dolce Vita (1960). O documentário dirigido por Giuseppe Pedersoli, neto de Amato, chamado La Verità Su La Dolce Vita (A verdade sobre La Dolce Vita), mostra detalhes da produção do filme, as elevadas cifras gastas por Fellini e as divergências entre o diretor e Amato. O filme seria produzido por Dino De Laurentiis, que tinha um contrato de exclusividade com Fellini na produção de seus filmes, mas o roteiro da obra não convenceu Dino, e prontamente Amato se ofereceu para a produção, fazendo um acordo com Dino. Ele é especialmente conhecido por Ladrões de Bicicleta.
Morreu em Roma de um ataque cardíaco. 

## Filmografia selecionada
- Five to Nil (1932)
- Three Lucky Fools (1933)
- Territorial Militia (1935)
- Those Two (1935)
- Thirty Seconds of Love (1936)
- The Man Who Smiles (1936)
- I Don't Know You Anymore (1936)
- The Castiglioni Brothers (1937)
- It Was I! (1937)
- L'amor mio non muore (1938)
- The House of Shame (1938)
- The Count of Brechard (1938)
- The Document (1939)
- Unjustified Absence (1939)
- Department Store (1939)
- Eternal Melodies (1940)
- Rose scarlatte (1940 - diretor), co-dirigido com Vittorio De Sica
- The Jester's Supper (1942)
- Four Steps in the Clouds (1942)[2]
- Before the Postman (1942)
- The Peddler and the Lady (1943)
- Shoeshine (também conhecido por Shoeshine Boys) (1946)[2]
- Rome, Open City, (1945)[2]
- Malìa (1946)
- Christmas at Camp 119 (1948)
- Yvonne la Nuit (1949)
- Paris Is Always Paris (1951)
- Umberto D. (1952)[2]
- The Return of Don Camillo (1952)[2]
- Donne proibite (1953)
- Gli Ultimi Cinque Minuti (1955)
- Move and I'll Shoot (1958)
- Arrivederci Roma (1958 - roteirista)
- The Facts of Murder (1959)
- La Dolce Vita (1960)[2]